# Víctor Hugo Palma Paúl
Víctor Hugo Palma (10 de abril de 1958) es un sacerdote, profesor y obispo guatemalteco que actualmente se desempeña como Arzobispo  de la Arquidiócesis de Los Altos Quetzaltenango-Totonicapán desde 2025 y vocal de la Conferencia Episcopal de Guatemala. Anteriormente fue obispo de Escuintla desde el 3 de abril de 2004 hasta el 10 de diciembre del 2024.

## Biografía
Víctor Hugo Palma nació en la Ciudad de Guatemala el 10 de abril de 1958. 
Realizó sus estudios de Filosofía y Teología en el Instituto Teológico Salesiano en Guatemala.
Fue ordenado como sacerdote el 23 de diciembre de 1983 en la Catedral de Ciudad de Guatemala. 
Prosiguió sus estudios en la Pontificia Universidad Gregoriana en Roma, obteniendo el grado de licenciado en Teología Bíblica, en 1985. De regreso a Guatemala fue enviado al Seminario Mayor para formar a los seminaristas en diferentes cursos teológicos y especialmente en ciencias bíblicas.
Fue director y profesor del Seminario Arquidiócesano de Guatemala.

## Episcopado
El 14 de julio de 2001 el santo padre San Juan Pablo II lo nombró obispo Coadjutor con derecho a sucesión de la diócesis de Escuintla. Desde el 3 de abril de 2004, como obispo de la diócesis de Escuintla
Actualmente es I vocal de la Conferencia Episcopal de Guatemala.
En medio de su trabajo pastoral de su diócesis, ha dedicado tiempo a escribir las Lecturas del Lectio Divino para las Lecturas Litúrgicas Dominicales Festivas del Ciclo A, Ciclo B y Ciclo C. Es también columnista del periódico guatemalteco Prensa Libre en donde presenta sus opiniones diarias sobre los temas actuales que vive el país.